# Los Pekenikes (El coche)
Los Pekenikes (El coche) es el quinto álbum de estudio con el nombre del grupo, sucesor en el tiempo o más bien alternativo a Ss.Ss.Ss.Q.E.S.M. siendo el primero que hace el grupo fuera de su casa original, Hispavox, esta vez en la casa discográfica Movieplay, y que es conocido por los apelativos de El coche, por su espectacular portada doble o bien por el de Popcorn, debido a su principal éxito (una versión) que en grandes letras figura en la carpeta. Este álbum es sin duda su mejor larga duración en términos de popularidad y es el más arriesgado artísticamente.

## El problema de los miembros
Por supuesto, del grupo original se escindió la mitad. Los hermanos Sáinz se van a sus carreras profesionales (medicina e ingeniería) y artísticas personales. Tony Luz, empleado en el departamento artístico de Hispavox se concentra en la carrera de su pareja, Karina, y también se marcha Pedro Luis García, habiéndose ido muchísimo antes Antonio Brito y Toni Obrador. Quedaban los ninguneados en el anterior álbum, el fundador Ignacio Martín Sequeros, el baterista titular Félix Arribas y el trompetista Vicente Gasca que volvió del servicio militar. A ellos se les une Juan Jiménez y José Vicente Losa, miembros del grupo fantasma y un nuevo elemento, el trombonista Fernando Martínez que sustituye al misterioso saxofonista del sencillo Nobles contra villanos.
La grabación constó de ocho sesiones, en los estudios Celada, a 20 km, de Madrid, por la Casa de Campo, de las cuales las seis primeras fueron de grabación del grupo, con guitarras, percusiones y vientos; la séptima, fue de grabación con la orquesta de cuerda y la última fue de mezclas.

## Las canciones
Afianzados en su nueva independencia, Los Pekenikes renuevan su sonido sin cortar con la tradición. Siguen haciendo pop instrumental, pero añaden enormes ecos de jazz y bossa nova además de momentos vanguardistas, ingenuos pero muy de la época.
| Cara 1 |                                                                           |          |  |
| N.º    | Título                                                                    | Duración |  |
| 1.     | «Palomitas de maíz (Popcorn)» (Gershon Kingsley. Arreglos: Los Pekenikes) | 2:38     |  |
| 2.     | «Crestas de oro» (I.M. Sequeros-V. Gasca-F. Arribas)                      | 2:25     |  |
| 3.     | «Polychronius» (I.M. Sequeros-V. Gasca-F. Arribas)                        | 2:54     |  |
| 4.     | «Pasodoble Alcañiz» (I.M. Sequeros)                                       | 0:28     |  |
| 5.     | «El Sueño de Deborah» (I.M. Sequeros-V. Gasca-F. Arribas-J.V. Losa)       | 3:07     |  |
| 6.     | «Nobles contra Villanos» (I.M. Sequeros-V. Gasca-F. Arribas)              | 2:21     |  |
| 7.     | «Kripton Beat» (I.M. Sequeros)                                            | 0:33     |  |
| 8.     | «Polución» (I.M. Sequeros-V. Gasca-F. Arribas-J.V. Losa)                  | 3:00     |  |
| 9.     | «Cueva de Lágrimas» (I.M. Sequeros-V. Gasca-F. Arribas)                   | 0:36     |  |

| Cara 2 |                                                                  |          |  |
| N.º    | Título                                                           | Duración |  |
| 1.     | «Fiesta en la Corte» (F. Arribas-V. Gasca-I.M. Sequeros)         | 2:29     |  |
| 2.     | «Bossa para los 7 Enanitos» ((F. Arribas-V. Gasca-I.M. Sequeros) | 2:31     |  |
| 3.     | «El Valor de 6 Penikes» (F. Arribas-V. Gasca-I.M. Sequeros)      | 2:45     |  |
| 4.     | «Dos Días en Rue le Bruyere» (F. Arribas-V. Gasca-I.M. Sequeros) | 2:35     |  |
| 5.     | «Recordando Aquel Otoño» (F. Arribas-V. Gasca-I.M. Sequeros)     | 3:37     |  |
| 6.     | «Soldaditos de Plomo» (F. Arribas-V. Gasca-I.M. Sequeros)        | 3:40     |  |

## Miembros
- Ignacio Martín Sequeiros - Bajo eléctrico, piano, órgano eléctrico y armónica.
- Félix Arribas - Batería y percusión.
- Vicente Gasca - Trompeta.
- José Vicente Losa - Guitarra eléctrica y guitarra acústica.
- Fernando Martínez - Trombón.
- Juan Jiménez - Flauta y saxofón.
- Antonio - Flauta y saxofón en Nobles contra Villanos y en El valor de 6 penikes.
- Orquesta de Cuerda de Movieplay arreglado por Rafael Ferro.

## Otro personal
Fotos: M. A. Machín (portada), GiGi (interior).